# Brunei Open 1992
Die Brunei Open 1992 im Badminton fanden Anfang Juli 1992 statt.

## Die Sieger und Platzierten
| Disziplin    | Gold                           | Silber                      | Bronze                                      |
| ------------ | ------------------------------ | --------------------------- | ------------------------------------------- |
| Herreneinzel | Fung Permadi                   | Hendrawan                   | Ong Ewe Hock                                |
| Herreneinzel | Fung Permadi                   | Hendrawan                   | Yadie Riadi                                 |
| Dameneinzel  | Meiluawati                     | Sujitra Ekmongkolpaisarn    | Tan Lee Wai                                 |
| Dameneinzel  | Meiluawati                     | Sujitra Ekmongkolpaisarn    | Thanitsara Juntest                          |
| Herrendoppel | Reony Mainaky Aras Razak       | Yap Yee Guan Yap Yee Hup    | Patpong Thongsari Sakrapee Thongsari        |
| Herrendoppel | Reony Mainaky Aras Razak       | Yap Yee Guan Yap Yee Hup    | Abhichat Khongchan Thanakorn Singkaew       |
| Damendoppel  | Rosalina Riseu Lilik Sudarwati | Kuak Seok Choon Tan Lee Wai | Sujitra Ekmongkolpaisarn Thanitsara Juntest |
| Damendoppel  | Rosalina Riseu Lilik Sudarwati | Kuak Seok Choon Tan Lee Wai | Edvina Riyadie S. Runny                     |